# Okres See
Okres See (německy Bezirk See, francouzsky District du Lac) je jedním z 7 okresů v kantonu Fribourg ve Švýcarsku. Administrativním centrem okresu je Murten.
Úředním jazykem okresu je němčina i francouzština.

## Geografie
Okres leží na severovýchodě kantonu, v oblasti velkých jezer, podle kterých je také pojmenován.
Území okresu See obklopuje bernskou exklávu Münchenwiler a vesnice Wallenbuch (část obce Gurmels, do konce roku 2002 samostatná obec) je zároveň enklávou v kantonu Bern. Do konce roku 2021 sousedil okres také s Clavaleyres, které se 1. ledna 2022 sloučilo s hlavním městem Murten a bylo bernskou exklávou v pohraniční oblasti kantonů Fribourg a Vaud.
Plocha o rozloze 2,57 km² ve státním lese Galmwald není přiřazena k žádné obci a podléhá přímé svrchovanosti kantonu.

## Seznam obcí
| Znak             | Název obce       | Počet obyvatel (31. 12. 2023) | Rozloha (km²) | Hustota zalidnění (obyv./km²) |
| ---------------- | ---------------- | ----------------------------- | ------------- | ----------------------------- |
| Courgevaux       | Courgevaux       | 1462                          | 3,38          | 433                           |
| Courtepin        | Courtepin        | 5765                          | 21,92         | 263                           |
| Cressier         | Cressier         | 1094                          | 4,17          | 262                           |
| Fräschels        | Fräschels        | 440                           | 3,11          | 141                           |
| Greng            | Greng            | 167                           | 0,96          | 174                           |
| Gurmels          | Gurmels          | 4695                          | 17,32         | 271                           |
| Kerzers          | Kerzers          | 5448                          | 12,28         | 444                           |
| Kleinbösingen    | Kleinbösingen    | 705                           | 3,02          | 233                           |
| Meyriez          | Meyriez          | 564                           | 0,34          | 1659                          |
| Misery-Courtion  | Misery-Courtion  | 2364                          | 11,35         | 208                           |
| Mont-Vully       | Mont-Vully       | 4452                          | 17,52         | 254                           |
| Muntelier        | Muntelier        | 964                           | 1,11          | 868                           |
| Murten           | Murten           | 9531                          | 36,41         | 262                           |
| Ried bei Kerzers | Ried bei Kerzers | 1223                          | 7,55          | 162                           |
| Ulmiz            | Ulmiz            | 425                           | 2,84          | 150                           |
| Celkem (15)      | Celkem (15)      | 39 299                        | 145,85        | 269                           |